# Cristina Felsenhardt
Cristina Felsenhardt Rosen (Varsovia, 1 de septiembre de 1942) es una arquitecta paisajista y académica chilena.

## Biografía
Nacida en Polonia, Felsenhardt se crio entre Israel, Chile y Australia.
En 1974 fue contratada como profesora auxiliar de la Escuela de Arquitectura de la Pontificia Universidad Católica de Chile, donde desarrolló la idea de que "el suelo y la naturaleza son materia de interés disciplinar".
En 1989 cofundó el Instituto Chileno de Arquitectos Paisajistas (ICHAP) junto a Marta Viveros, Mario Pérez de Arce Lavín y Elizabeth Houyghe, entre otros.Ese mismo año se convirtió en directora del primer postítulo de arquitectura del paisaje en Chile, cargo que ejerció hasta 2000.
En 2005 ganó el concurso público de diseño del Parque Juan Pablo II en Santiago, conocido originalmente como Parque Araucano Oriente, junto a los paisajistas Hans Muhr y Juana Zunino, quienes incluyeron en su propuestas plantas nativas como quillayes, pataguas, bellotos y robles americanos.